# Croton compressus
Espèce
Croton compressus est une espèce de plantes à fleurs du genre Croton et de la famille des Euphorbiaceae, présente au Brésil (Minas Gerais, Rio de Janeiro).
Il a pour synonymes :
- Croton brasiliensis, Mart. ex Klotzsch, 1843
- Croton gonocladus, Mart., 1837
- Eutropia brasiliensis, Klotzsch
- Eutropia obovata, Klotzsch
- Lasiogyne brasiliensis, Klotzsch
- Oxydectes compressa, (Lam.) Kuntze